# Gall de praderia
Els galls de les praderies (Tympanuchus) són un grup d'espècies d'ocells, que formen un gènere de la subfamília dels tetraonins (Tetraoninae), dins la família dels fasiànids (Phasianidae). Habiten principalment a les praderies i altres zones obertes d'Amèrica del Nord.

## Llistat d'espècies
Se n'han descrit tres espècies dins aquest gènere:
- Gall de praderia cuallarg (Tympanuchus phasianellus)
- Gall de praderia gros (Tympanuchus cupido)
- Gall de praderia petit (Tympanuchus pallidicinctus)